# Kaiserklamm

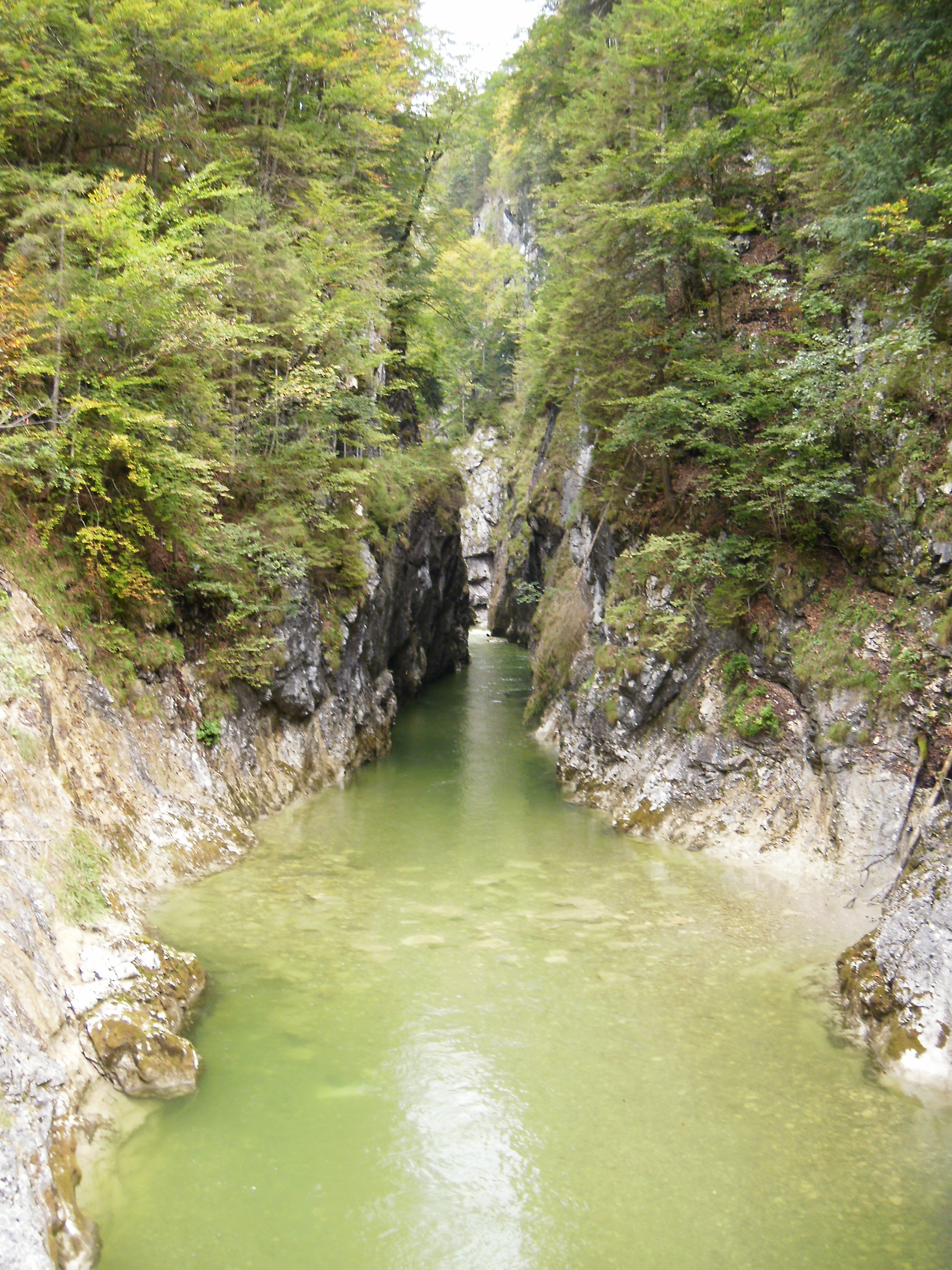
Die Kaiserklamm

Die Kaiserklamm ist eine Klamm, die sich im Tal der Brandenberger Ache in der Gemeinde Brandenberg in Tirol nördlich vom Kaiserhaus befindet. Das Kaiserhaus ist ein 500 Jahre altes Bauwerk, das heute einen Gastgarten beherbergt und nordöstlich des Ortsteils Aschau liegt.

## Name und Geschichte
Die Namen Kaiserklamm und Kaiserhaus sollen an Kaiser Franz Joseph I. erinnern, der es angeblich genoss, das Wirken der Trift von den gesicherten und zum größten Teil in Fels gehauenen Steigen zu betrachten und der von hier aus auf die Jagd ging.
Durch die Wasser der Ache, die die Klamm formte, wurden früher noch die Holzstämme zu Tal getriftet. Dies ist auch der Grund für die begehbaren und noch heute vorhandenen Steige.

## Tourismus

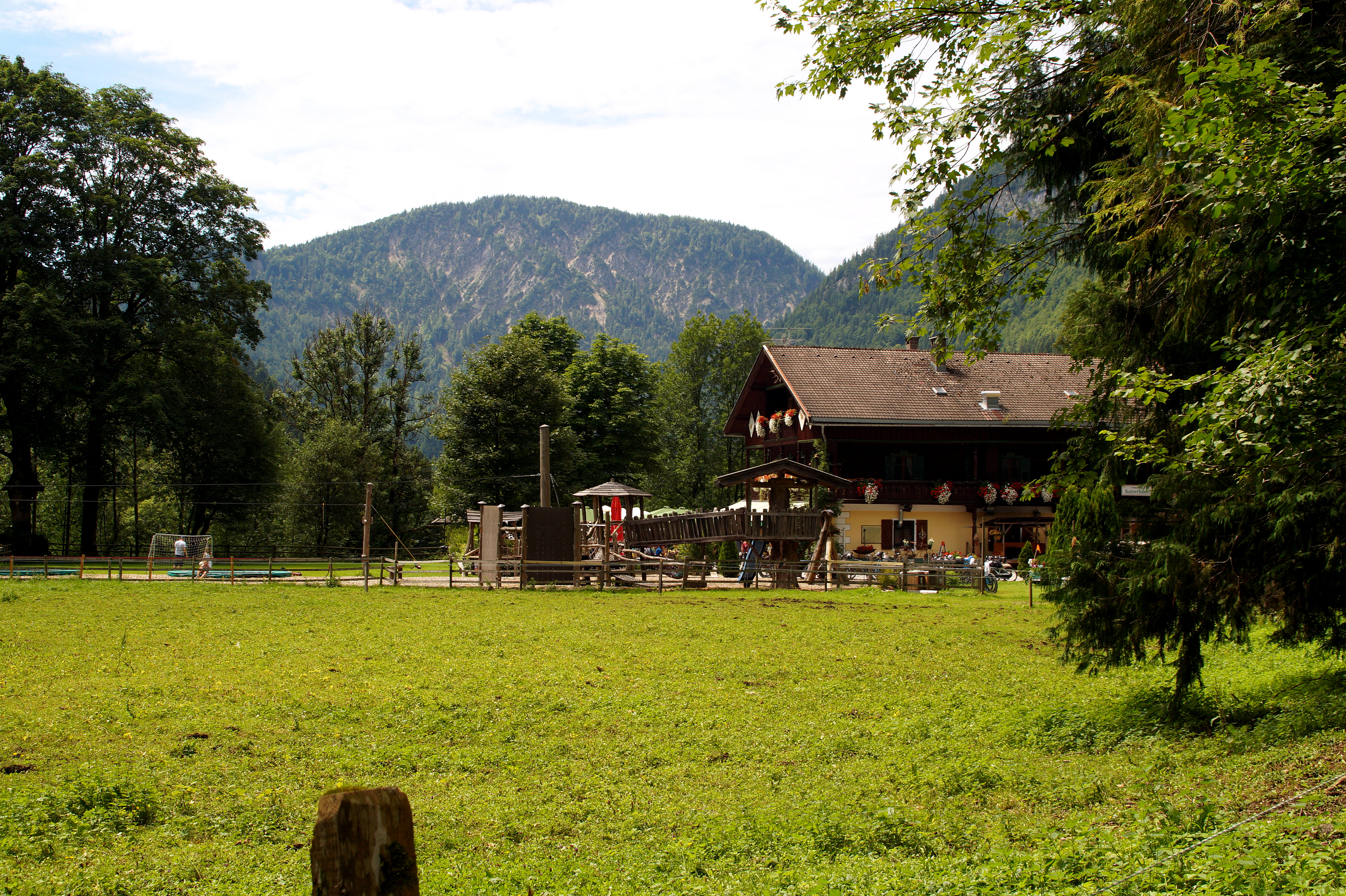
Das Kaiserhaus am unteren Ende der Kaiserklamm

Die Kaiserklamm kann zu Fuß durchwandert werden. Auch Kajaktouren, Rafting und Wildwasserschwimmen ist möglich. Im Winter (Dezember bis Ostern) und nach starken Regenfällen ist die Klamm für den Touristenverkehr gesperrt. Zahlreiche Felsstürze, demolierte Geländer und ausgerissene Bäume hatten dazu geführt, dass man im Frühling 2009 umfassende Reparaturarbeiten hat unternehmen müssen.